# Usedom
Usedom (in polacco: Uznam) è un'isola nel mar Baltico situata sul confine tra Germania e Polonia; delimita a nord la laguna di Stettino, sull'estuario dell'Oder. Ha una superficie di 445 km² (373 in Germania, 72 in Polonia); la parte polacca è però molto più densamente popolata (45 000 abitanti contro 31.500), vista la presenza dell'unica città di rilievo dell'isola, Świnoujście (ted. Swinemünde). La cittadina tedesca principale è l'omonima Usedom.

## Geografia
L'isola è delimitata ad occidente dal Peenestrom, ad oriente dal fiume Swine (o Świna) ed a nord dal Mar Baltico (baia della Pomerania).
A nordovest di Usedom vi è l'isola di Rügen, ad est Wolin. L'isola di Ruden e il Greifswalder Oie le sono antistanti. Usedom è un'isola formata da colline, boschi e laghi interni. La parte tedesca dell'isola fa parte del circondario della Pomerania Anteriore-Greifswald mentre quella polacca appartiene al voivodato della Pomerania Occidentale.

## Storia
L'isola è stata nella sua storia sempre legata alla Germania: il tedesco era, un tempo, l'unica lingua ivi parlata.
Durante la seconda guerra mondiale l'isola è stata teatro di alcune prove sperimentali su missili e razzi prodotti dall'industria bellica del Terzo Reich (fra cui le V-1, V-2 e V3). La Polonia ha assunto sovranità su una parte di essa solo dopo il 1945, con la sconfitta della Germania e l'espulsione di parte della popolazione tedesca.

## Economia

### Turismo
Oggi Usedom è un discreto polo di attrazione turistica, favorito dalla presenza di lunghe spiagge sabbiose conosciute soprattutto per la pratica del nudismo.

## Cultura

### Media
- A Usedom è ambientata la serie televisiva poliziesca Der Usedom-Krimi, in onda sull'emittente Das Erste dal 2014[1][2]

## Galleria d'immagini

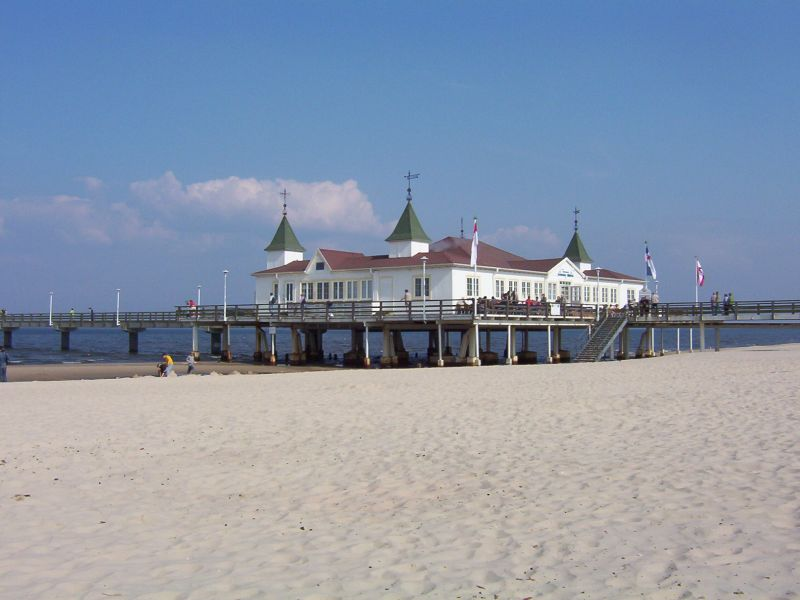
Ahlbeck pier
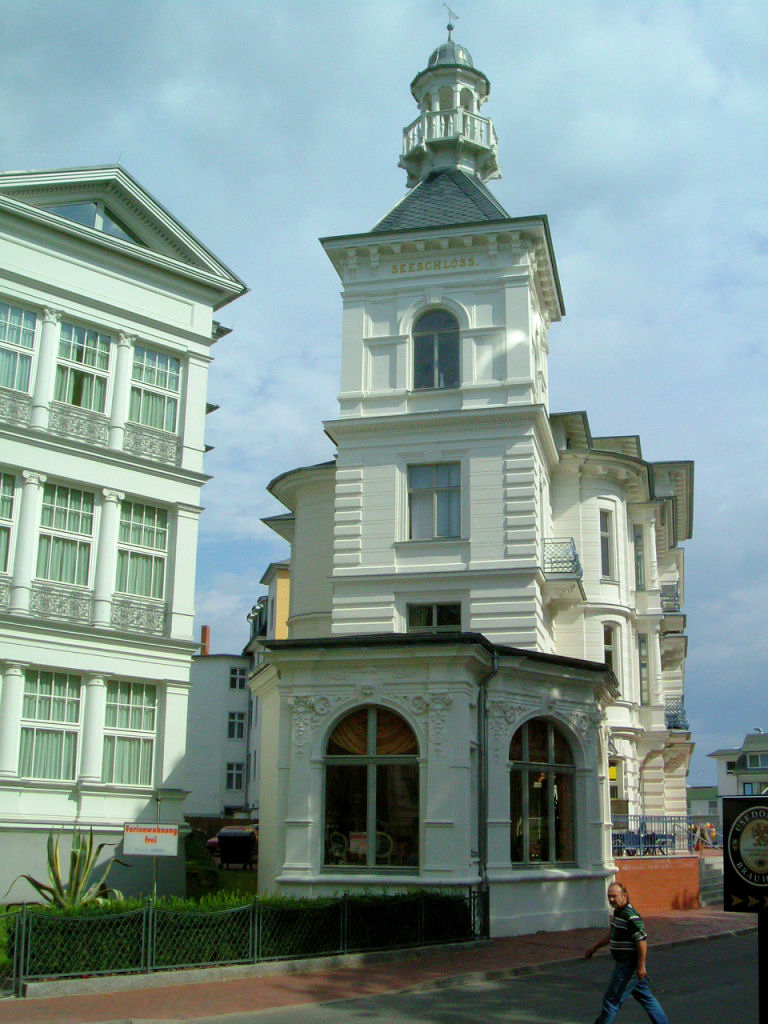
Bäderarchitektur (Castello di Mare di Heringsdorf)
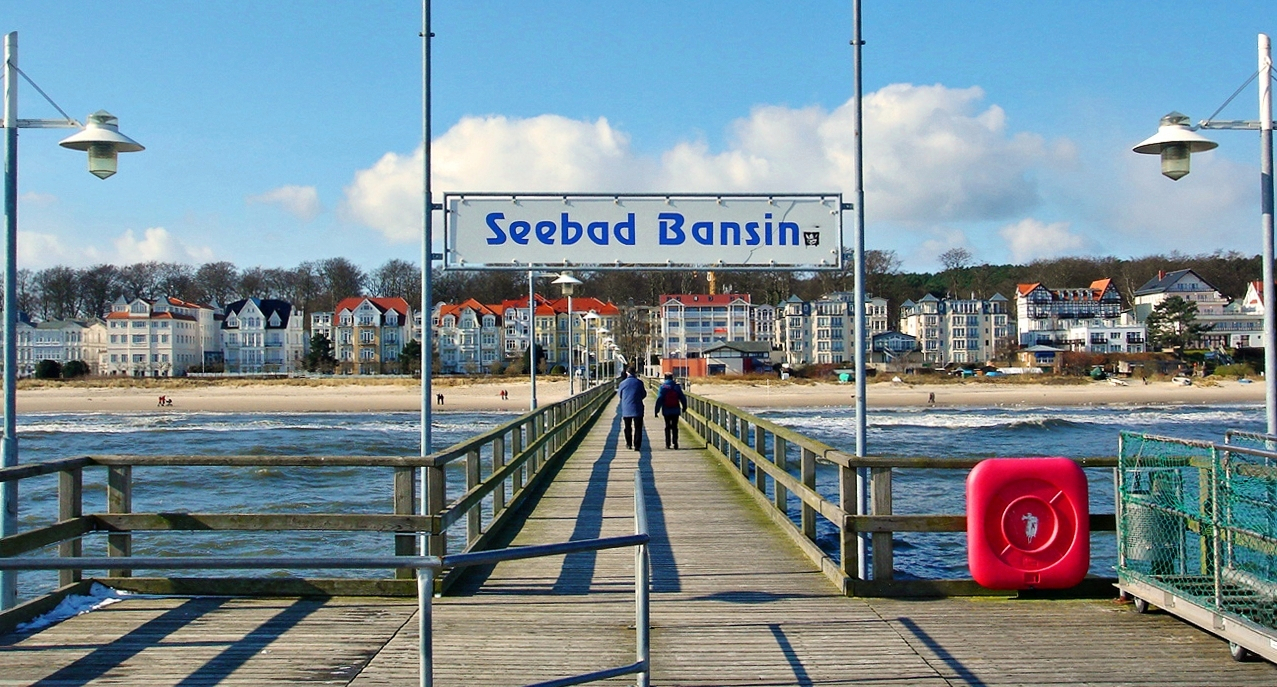
Bansin passeggiata visto dal molo
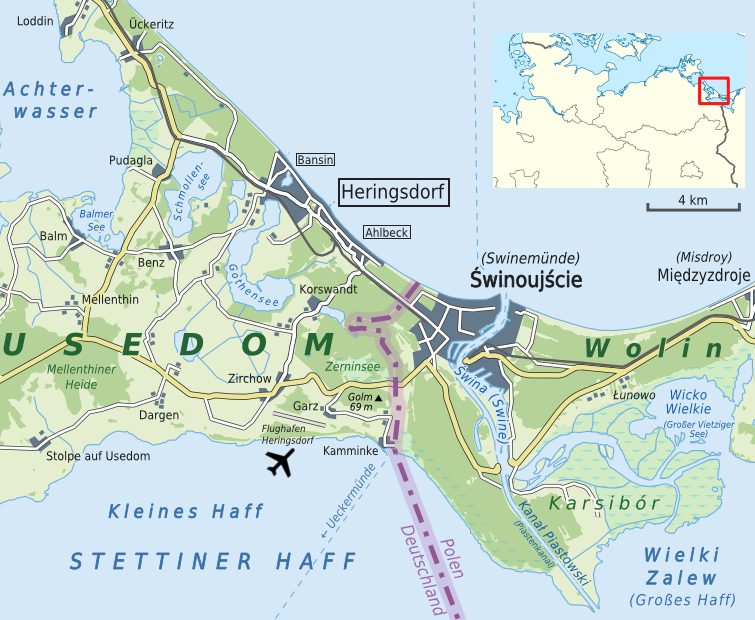
Mappa di Heringsdorf con i distretti balneari di Ahlbeck e Bansin e la vicina città di Swinemünde / Świnoujście in Polonia